# 1940년 투자회사법
1940년 투자회사법(영어: Investment Company Act of 1940, 흔히 40년법(영어: '40 Act)으로 불림)은 투자신탁을 규제하는 의회법이다. 이 법은 1940년 8월 22일 미국 공법(Pub.L. 76–768)으로 통과되었고, 15 U.S.C. §§ 80a-1–80a-64에 법전화되어 있다. 1934년 증권거래법, 1940년 투자자문법, 그리고 미국 증권거래위원회가 발행한 광범위한 규칙들과 함께, 미국 금융 규제의 핵심이다. 이 법은 도드-프랭크 월스트리트 개혁 및 소비자 보호법에 의해 개정되었다. 현재 수조 달러 규모의 투자 산업인 뮤추얼 펀드와 폐쇄형 펀드에 대한 주요 규제 원천이다. 1940년 법은 또한 헤지펀드, 사모펀드, 심지어 지주회사의 운영에도 영향을 미친다.

## 역사
1924년 상호 펀드가 설립된 후 투자가들은 이 새로운 투자 수단에 대규모로 투자했다. 5년 반 후, 주식시장에서 1929년 월스트리트 대폭락이 발생했고, 곧이어 미국은 대공황에 돌입했다. 이 위기에 대응하여 미국 의회는 1933년 증권법과 1934년 증권거래법을 법제화했다.
1935년, 의회는 SEC에 업계에 대한 보고서를 요청했고, 1938년부터 1940년 사이에 투자 신탁 연구가 보고되었다. 원래 도입된 법안은 통과된 법안과 달랐다. 원안은 SEC에 더 광범위한 권한을 부여했지만, 최종 법안은 SEC와 업계 간의 타협안으로 SEC와 업계의 공동 구성원들이 초안을 작성하여 의회에 제출했으며, 의회는 결국 만장일치로 유사한 버전을 통과시켰다. SEC 투자회사국의 국장이 된 데이비드 쉔커는 원래 초안 작성자 중 한 명이었다.
1992년까지 이 법은 1970년 독립적인 이사회 및 수수료와 비용 제한과 관련된 추가적인 보호를 제공하기 위한 개정 외에는 대체로 변경되지 않았다.

## 범위
법의 목적은 법안에 명시된 바와 같이 "국가 공공 이익과 투자자의 이익에 부정적인 영향을 미치는 조건을 완화하고 ... 제거하는 것"이다. 구체적으로 이 법은 투자회사와 증권거래소의 이해 상충을 규제했다. 이 법은 주로 각 투자회사에 대한 중요한 세부 사항을 법적으로 공개하도록 요구함으로써 대중을 보호하고자 한다. 이 법은 또한 공매도와 같은 특정 뮤추얼 펀드 활동에 일부 제한을 둔다. 그러나 이 법은 미국 증권거래위원회(SEC)가 투자회사의 실제 투자 결정에 대해 특정 판단을 내리거나 감독할 수 있는 조항을 만들지는 않았다. 이 법은 투자회사가 자신의 재정 상태에 대한 정보를 공개적으로 공개하도록 요구한다.

## 관할권
투자회사법은 모든 투자회사에 적용되지만, 여러 유형의 투자회사는 법의 적용 범위에서 면제된다. 가장 일반적인 면제 조항은 법의 3(c)(1) 및 3(c)(7) 섹션에 있으며 헤지펀드를 포함한다.
2021년 10월, 60개 이상의 로펌이 기업인수목적회사(SPAC)가 회사 주식을 대중에게 공모한 후 1년 이내에 운영 사업을 인수하지 않는 경우, 해당 법에 따라 규제를 받는다는 "매우 이례적인 공동 성명"을 발표했다. 이 성명은 투자자를 대신하여 공백 수표 회사인 GO Acquisition Corp.에 제기된 소송 기각에 대한 예일 법학 교수 존 몰리와 뉴욕 대학교 법학 교수 로버트 잭슨의 반대에 따른 것이었다.

### 규모
의회가 이 법을 연방 법률로 제정했을 때, 이 문제를 개별 주에 맡기지 않고 법률 제정의 근거를 법안의 본문에 포함시킴으로써 그들의 행동을 정당화했다.
그러한 회사의 활동은 여러 주에 걸쳐 확장되고, 주간 상거래의 수단을 사용하며, 증권 보유자의 광범위한 지리적 분포는 투자자의 이익을 위한 그러한 회사의 효과적인 주 규제를 어렵게, 심지어 불가능하게 만든다.

### 유형
이 법은 규제 대상 투자회사의 유형을 세 가지로 분류한다.
- 액면가 증서 회사: 할부형 액면가 증서를 발행하는 사업을 하는 투자회사.
- 단위 투자 신탁: 신탁 증서, 보관 또는 대리 계약, 또는 유사한 증서에 따라 조직되며, 이사회가 없고, 지정된 증권 단위에 대한 미분할 지분을 나타내는 각각의 상환 가능 증권만을 발행하는 투자회사. 단, 의결권 신탁은 포함하지 않는다.
- 경영 회사: 액면가 증서 회사 또는 단위 투자 신탁 이외의 투자회사. 가장 잘 알려진 유형의 경영 회사는 상호 펀드이다.

## 내용
- 제1조. 조사 및 정책 선언.
- 제2조. 일반 정의.
- 제3조. 투자회사 정의.
- 제4조. 투자회사의 분류.
- 제5조. 경영 회사의 세분류.
- 제6조. 면제.
- 제7조. 미등록 투자회사의 거래.
- 제8조. 투자회사 등록.
- 제9조. 특정 계열사 및 인수자의 부적격성.
- 제10조. 이사의 계열 관계.
- 제11조. 교환 제안.
- 제12조. 투자회사의 기능 및 활동.
- 제13조. 투자 정책의 변경.
- 제14조. 투자회사의 규모.
- 제15조. 투자 자문 및 인수 계약.
- 제16조. 이사회의 변경; 엄격한 신탁에 관한 조항.
- 제17조. 특정 계열사 및 인수자의 거래.
- 제18조. 자본 구조.
- 제19조. 배당.
- 제20조. 대리 투표; 의결권 신탁; 순환 소유.
- 제21조. 대출.
- 제22조. 상환 가능 증권의 분배, 상환 및 환매.
- 제23조. 증권의 분배 및 환매: 폐쇄형 회사.
- 제24조. 1933년 증권법에 따른 증권 등록.
- 제25조. 재편 계획.
- 제26조. 단위 투자 신탁.
- 제27조. 정기 납입 계획.
- 제28조. 액면가 증서 회사.
- 제29조. 액면가 증서 회사의 파산.
- 제30조. 정기 및 기타 보고서; 계열사의 보고서.
- 제31조. 회계 및 기록.
- 제32조. 회계사 및 감사자.
- 제33조. 민사 소송에서 위원회에 문서 제출.
- 제34조. 보고서 및 기록의 파괴 및 위조.
- 제35조. 불법적인 진술 및 명칭.
- 제36조. 수탁자 의무 위반.
- 제37조. 절도죄 및 횡령죄.
- 제38조. 규칙, 규정 및 명령; 위원회의 일반 권한.
- 제39조. 규칙 및 규정; 발행 절차.
- 제40조. 명령; 발행 절차.
- 제41조. 위원회 청문회.
- 제42조. 법 집행.
- 제43조. 명령에 대한 법원 검토.
- 제44조. 범죄 및 소송의 관할권.
- 제45조. 위원회에 제출된 정보.
- 제46조. 위원회 연간 보고서; 위원회 직원.
- 제47조. 계약의 유효성.
- 제48조. 통제하는 자의 책임; 법 준수 방해.
- 제49조. 벌칙.
- 제50조. 기존 법률에 대한 영향.
- 제51조. 조항의 분리 가능성.
- 제52조. 약칭.
- 제53조. 발효일.
- 제54조. 사업 개발 회사로 규제받는 선택.
- 제55조. 사업 개발 회사의 기능 및 활동.
- 제56조. 이사의 자격.
- 제57조. 특정 계열사와의 거래.
- 제58조. 투자 정책의 변경.
- 제59조. 조항 통합.
- 제60조. 사업 개발 회사의 기능 및 활동.
- 제61조. 자본 구조.
- 제62조. 대출.
- 제64조. 회계 및 기록.
- 제65조. 통제하는 자의 책임; 법 준수 방해.

## 주요 조항 요약
제1조부터 제5조는 용어를 정의하고 투자회사를 분류한다. 투자회사의 정의에는 일부 면제도 포함된다.
정의에 있는 면제 외에, 제6조는 추가 면제를 설명하며, 특히 6(c)는 SEC에 "어떤 사람 ...을 어떤 조항으로부터 조건부 또는 무조건적으로 면제"할 수 있는 광범위한 재량권을 부여한다. 원래 초안 작성자 중 한 명인 데이비드 쉔커(SEC 투자회사국장이 됨)는 1940년에 이 조항을 설명하면서 업계의 복잡성을 지적했다. 이것은 1970년대에 벤처 캐피털 회사들을 면제하는 데 특히 사용되었으며, 이는 법령의 변경을 선행하여 결국 적격 구매자에게 비공개 증권을 발행하는 발행자를 면제하는 3(c)(7) 섹션을 포함하게 되었다. 제3(c)(11)조는 일반적으로 집합 신탁 기금을 면제한다.
제7조는 투자회사가 등록 전에는 사업을 하는 것을 금지하며, 공모를 포함한다. 2018년, SEC는 제7조를 위반한 혐의로 암호화폐 헤지펀드에 대해 조치했다. 제7(d)조는 외국 투자 회사의 증권 제공을 제한한다는 점에서 주목할 만하며, 1992년까지 1973년 이후 등록한 외국 회사는 없었다.:xxvi
제9조는 비위 행위를 저지른 사람들의 업계 종사를 제한하는 자격 박탈 조항을 명시한다. 실제로 SEC는 역사적으로 이러한 사람들이 계속 참여할 수 있도록 면제를 허용해 왔다.
다양한 조항은 특히 계열사와의 거래에서 경영에 대한 투자회사의 기업지배구조 권한을 제한하며, 제10조를 포함한다. 이러한 법률은 1920년대와 1930년대의 이사의 자기거래 과잉에 대한 반응으로 통과되었는데, 당시 펀드는 예를 들어 가치 없는 주식을 특정 펀드에 쏟아부어 투자자에게 손실을 안겨주기도 했다.

## 서류 제출
회사는 처음에 Form N-8A로 통지서를 제출한 다음 펀드 유형에 따라 양식을 제출한다.
특히 개방형 펀드를 보유한 회사는 Form 24F-2를 제출해야 한다.

## 같이 보기
- 존스 대 해리스 어소시에이츠
- 대체 투자 펀드 관리자 지침
- 미국의 증권 규제
- 상품선물거래위원회
- 증권위원회
- 시카고 증권거래소
- 금융 규제
- 국가별 금융 규제 기관 목록
- 나스닥
- 뉴욕 증권거래소
- 증권거래소
- 규정 D (SEC)

관련 법률
- 1933 – 1933년 증권법
- 1934 – 1934년 증권거래법
- 1938 – 임시 국가 경제 위원회 (설립)
- 1939 – 1939년 신탁증서법
- 1940 – 1940년 투자자문법
- 1968 – 윌리엄스법 (증권 공개법)
- 1975 – 1975년 증권법 개정안
- 1982 – 가른-세인트 제르맹 예금기관법
- 1999 – 그램-리치-블라일리 법
- 2000 – 2000년 상품선물현대화법
- 2002 – 사베인스 옥슬리법
- 2006 – 2006년 신용평가기관 개혁법
- 2010 – 도드-프랭크 월스트리트 개혁 및 소비자 보호법